# Stamboom Paulina van Oranje-Nassau (1800-1806)
Dit is de stamboom van Paulina van Oranje-Nassau (1800-1806).
| Stamboom Paulina van Oranje-Nassau (1800-1806) | Stamboom Paulina van Oranje-Nassau (1800-1806)                                   | Stamboom Paulina van Oranje-Nassau (1800-1806)                                               |
| ---------------------------------------------- | -------------------------------------------------------------------------------- | -------------------------------------------------------------------------------------------- |
| Grootouders                                    | Willem V van Oranje-Nassau (1748-1806) x 1767 Wilhelmina van Pruisen (1751-1820) | Frederik Willem II van Pruisen (1744-1797) x 1769 Frederika van Hessen-Darmstadt (1751-1805) |
| Ouders                                         | Willem I van Oranje-Nassau (1772-1843) x 1791 Wilhelmina van Pruisen (1774-1837) | Willem I van Oranje-Nassau (1772-1843) x 1791 Wilhelmina van Pruisen (1774-1837)             |
| Paulina van Oranje-Nassau (1800-1806)          |                                                                                  |                                                                                              |
| Kinderen                                       | -                                                                                | -                                                                                            |